# یوآخیم گریزه
یوآخیم گریزه (آلمانی: Joachim Griese؛ زادهٔ ۱ ژانویهٔ ۱۹۵۲) قایقران قایق بادبانی اهل آلمان غربی است.